# Federico Pons y Montells
Federico Pons y Montells (Barcelona, 1838 – Madrid, 25 de noviembre de 1902) fue un político, abogado y periodista español.

## Reseña biográfica
Nació en Barcelona, hijo del político Mariano Pons y Tàrrech, natural de Reus, y de su esposa, Concepción Montells y Capestany, natural de Sevilla.
Se casó el 26 de febrero de 1870 con Carmen Umbert y Gil, hermana de quien poco después se casaría con Pedro Antonio Torres y Jordi, escritor, periodista y político de Tarragona. El hijo del matrimonio, Adolfo Pons y Umbert fue un conocido abogado, escritor y político.

## Trayectoria
Fue magistrado de la Audiencia de Madrid y dirigió el semanario La Bomba, a la vez que militaba en el Partido Progresista. Durante el sexenio democrático fue miembro de varios partidos monárquicos liberales y fue vicepresidente del Círculo Liberal de Barcelona. En 1872 trabajaba en la sección de Fomento del gobierno civil de Barcelona y fue elegido diputado por Vich a las elecciones generales españolas de abril de 1872.
Cuando se proclamó la Primera República Española fue partidario del retraimiento y rechazó la oferta de Víctor Balaguer y Cereza de ser el jefe del partido en Barcelona, pero después del golpe de Estado del general Pavía formó parte del equipo ministerial de Ultramar con Víctor Balaguer, e incluso fue director general eln1892.
En las elecciones generales españolas de 1881 fue elegido diputado (primero del Partido Constitucional y después del Partido Liberal Fusionista) primero por Castelltersol y después por Tarragona. Fue director general de Propiedades y Derechos del Estado. Participó en la constitución de la Diputación Catalana, en la que defendió el proteccionismo económico y el mantenimiento del derecho catalán. En las elecciones generales españolas de 1886 fue elegido diputado por Tortosa. Escribió algunas obras de teatro en catalán.

## Obras
- Un barret de pega (1874)
- Lo arranca caixals (1876)
- Las dos Tereses (1877)
- Estudios sobre la patria potestad antigua y moderna a Revista de España (1876)